# Amblypsilopus dimidiatus
Amblypsilopus dimidiatus är en tvåvingeart som först beskrevs av Friedrich Hermann Loew 1862.  Amblypsilopus dimidiatus ingår i släktet Amblypsilopus och familjen styltflugor. Inga underarter finns listade i Catalogue of Life.